# Burnaburiaix II
Burnaburiaix II o Burna-Buriaš II va ser un rei cassita de Babilònia, del País de la Mar, de Khana i de part d'Accàdia. Era probablement fill de Kadaixman-Enlil I, al que va succeir.
Va governar cap a la meitat del segle xiv aC i era contemporani del faraó Akhenaton d'Egipte. Es conserva la correspondència d'aquest rei amb Amenofis III i amb Akhenaton a les Cartes d'Amarna. Burna-Burias II va ser contemporani d'Akhenaton, Tutankhamon i Amenofis III. Les relacions amb Egipte eren amistoses i va acordar un enllaç matrimonial que les va reforçar, però més tard el rei d'Assíria Ashuruballit I (que va governar cap als anys 1355 aC a 1317 aC) va visitar la cort egípcia i això va causar un enfrontament diplomàtic amb Egipte, ja que Burnaburiaix considerava a Assíria un país vassall. Un enllaç matrimonial va establir bones relacions amb Assíria, i els dos reis van esdevenir consogres, ja que Burnaburiaix es va casar amb la princesa assíria Muballitatshutua. Assíria, independitzada de Mitanni i sense cap reconeixement de sobirania de part de Babilònia, va esdevenir un gran centre de poder. S'han trobat inscripcions dels governadors Ninurta-nadin-ahhe de Nippur i Enlil-kidinni de Nippur datades en aquest regnat.
El seu successor va ser Karakhardaix, que havia nascut de la princesa assíria Mubal·litat-Xerua. Al regnat d'aquest fill s'hi va oposar una part de la cort babilònia pel seu origen assiri.